# Ibrahim Fazeel
Ibrahim Fazeel (ur. 9 października 1980 w Malé) – malediwski piłkarz, grający na pozycji pomocnika.

## Kariera piłkarska

### Kariera klubowa
W 2000 rozpoczął karierę piłkarską w New Lagoons. Od 2001 do 2003 występował w klubie Island FC, a potem do 2006 w New Radiant SC. Sezon 2007 rozpoczął w VB Sports Club, a zakończył w Brunei DPMM FC. W latach 2008–2011 bronił barw Victory Sports Club. W 2012 powrócił do New Radiant SC. Latem 2013 przeszedł do B.G. Sports Club. Od lata 2014 ponownie występuje w New Radiant SC.

### Kariera reprezentacyjna
W 1999 debiutował w narodowej reprezentacji Malediwów. Łącznie rozegrał 62 meczów i strzelił 18 goli.

## Nagrody i odznaczenia

### Sukcesy klubowe
- mistrz Malediwów: 2009, 2012
- zdobywca Pucharu Malediwów: 2005, 2006, 2009, 2010

### Sukcesy indywidualne
- piłkarz roku na Malediwach: 2005
- piłkarz roku Federacji Malediwów: 2005